# ورنك استوائي
ورنك إستوائي (الاسم العلمي:Raja equatorialis) (بالإنجليزية: Equatorial skate)‏ هو نوع من الأسماك يتبع جنس الورنك من الفصيلة الورنكية.